# 史密斯威森M619左輪手槍
史密斯威森M619（英語：Smith & Wesson Model 619）和史密斯威森M620（英語：Smith & Wesson Model 620）都是一款由美国槍械公司史密斯威森所研製及生產，並且於2005年推的7發式“L型底把”（設計之初就是以不鏽鋼作為材料）雙動操作式左輪手槍，發射.357 S&W馬格南或火力相對較弱的.38 S&W特種彈這二種.357口徑的手枪子彈。
史密斯威森M619具有固定式照門而M620則是可調節開放式照門與不同的握把。它們非常相似，亦經常被誤認為是M686槍族的成員。
事實上它們是S&W M65與M66的後裔。M65與M66停止生產以後，M619和M620被視作次世代左輪手槍並且用以填補他它倆的地位。他們亦獲更新為當前的史密斯威森標準，增加了鑰匙鎖保險，以及7發弹巢。M65與M66所採用的K型底把亦以較新型與得到增強的L型底把所取代。

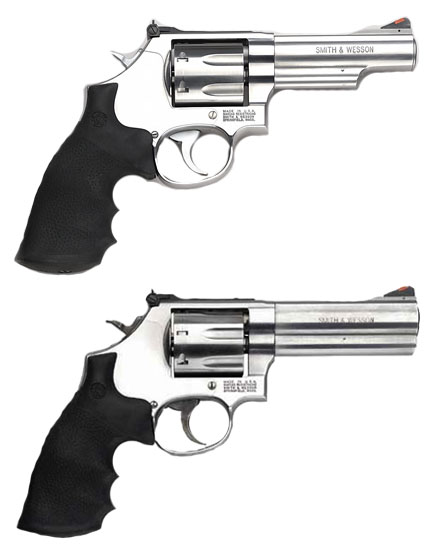
史密斯威森M620（頂部）與史密斯威森M686P（底部）的比較

## M620與M686P的比較
這些手槍有著許多共同的特徵，但很容易藉由關鍵性的差異來區分。這兩種型號都是以史密斯威森L型底把為藍本，並可採用4英寸槍管與7發容量彈巢版本。M686具有由一個部件製成的全底部凸桿式槍管，而M620則是兩片式半底部凸桿式槍管。M620的重量在37.9盎司，只是比M686的38盎司輕了一根頭髮；較輕的模式也比M686的9.625英寸的總長度要短0.125英寸。

## 資料來源
1. 1 2  Supica, Jim; Nahas, Richard. . Iola, Wisconsin: F+W Media, Inc. 2007: 252  [2016-05-15]. ISBN 0-89689-293-X. （原始内容存档于2014-07-09）.
2. ↑  .   [2016-05-15]. （原始内容存档于2021-01-17）.
3. ↑  .   [2016-05-15]. （原始内容存档于2009-06-05）.

## 外部連結
- （英文）—Guns & Ammo.com—S&W Model 620 Revolver （页面存档备份，存于）
- （英文）—Handguns Magazine.com—S&W L-Frame Revolvers （页面存档备份，存于）
- （英文）—Shooting Times.com—
  - S&W’s Seven-Shot Medium-Frame Revolvers （页面存档备份，存于）
  - If I Could Have Just One Gun
- （英文）—Gun Blast.com—Smith & Wesson Models 619 and 620 .357 Magnum Revolvers （页面存档备份，存于）